# William Nolan (évêque)
Pour les articles homonymes, voir William Nolan.
William Nolan, né le 26 janvier 1954, est l'archevêque catholique de l'archidiocèse de Glasgow en Écosse. Il fut nommé à ce poste le 4 février 2022 par le pape François et fut consacré évêque le 14 février 2015 par l'archevêque Leo Cushley (en),. Auparavant il était évêque du diocèse de Galloway de 2014 à 2022.